# فوهة فيزو

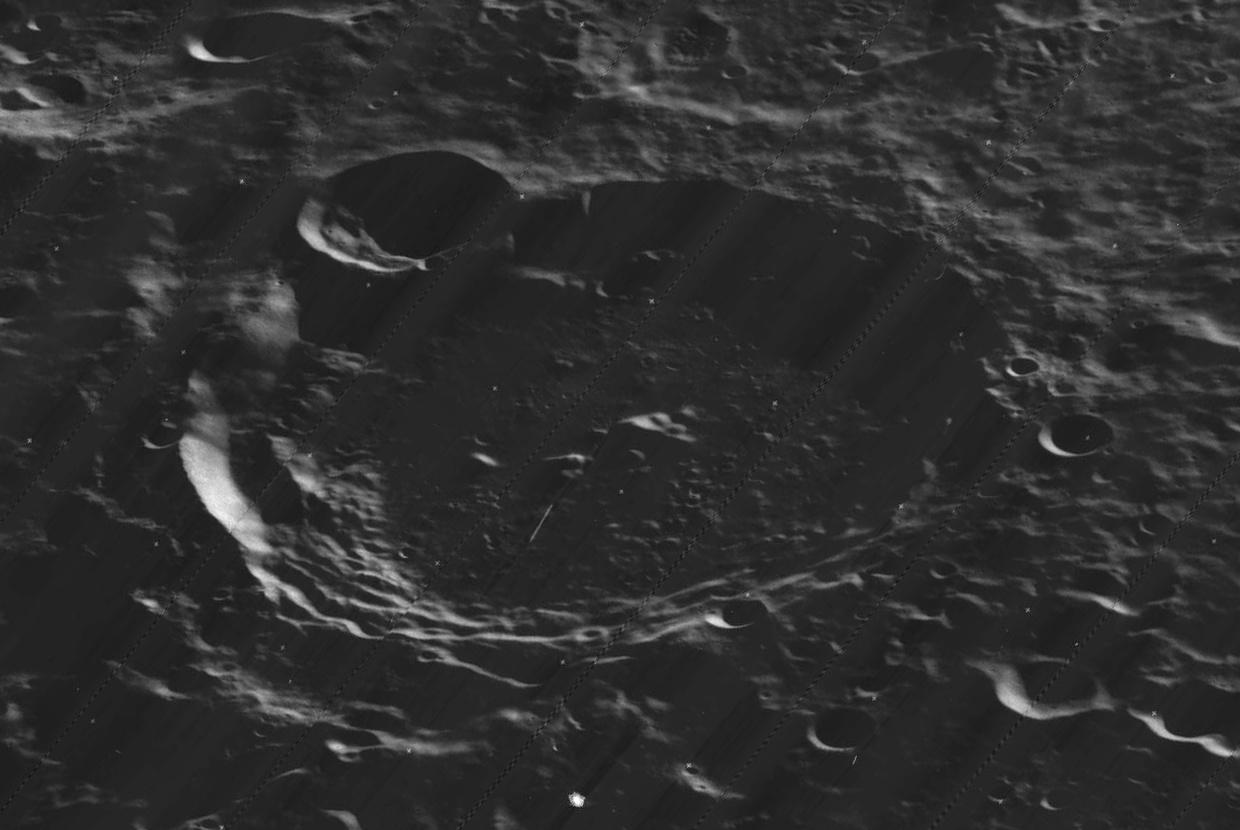
فوهة فيزو

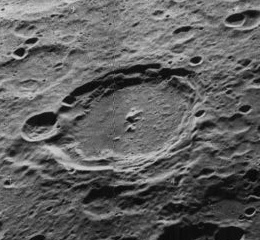
مقطع أفقي لفوهة فيزو

فوهة فيزو (58.6°S 133.9°W) هي فوهة صدمية قمرية تقع على الجانب البعيد من سطح القمر، في نصف الكرة الجنوبي. الفوهة محاطه بالعديد من الفوهات القريبة منها فتحدها من إتجاه الغرب والشمال الغربي فوهة مينكوسكي، وفوهة إيجكمان من الجنوب الغربي.

## الوصف

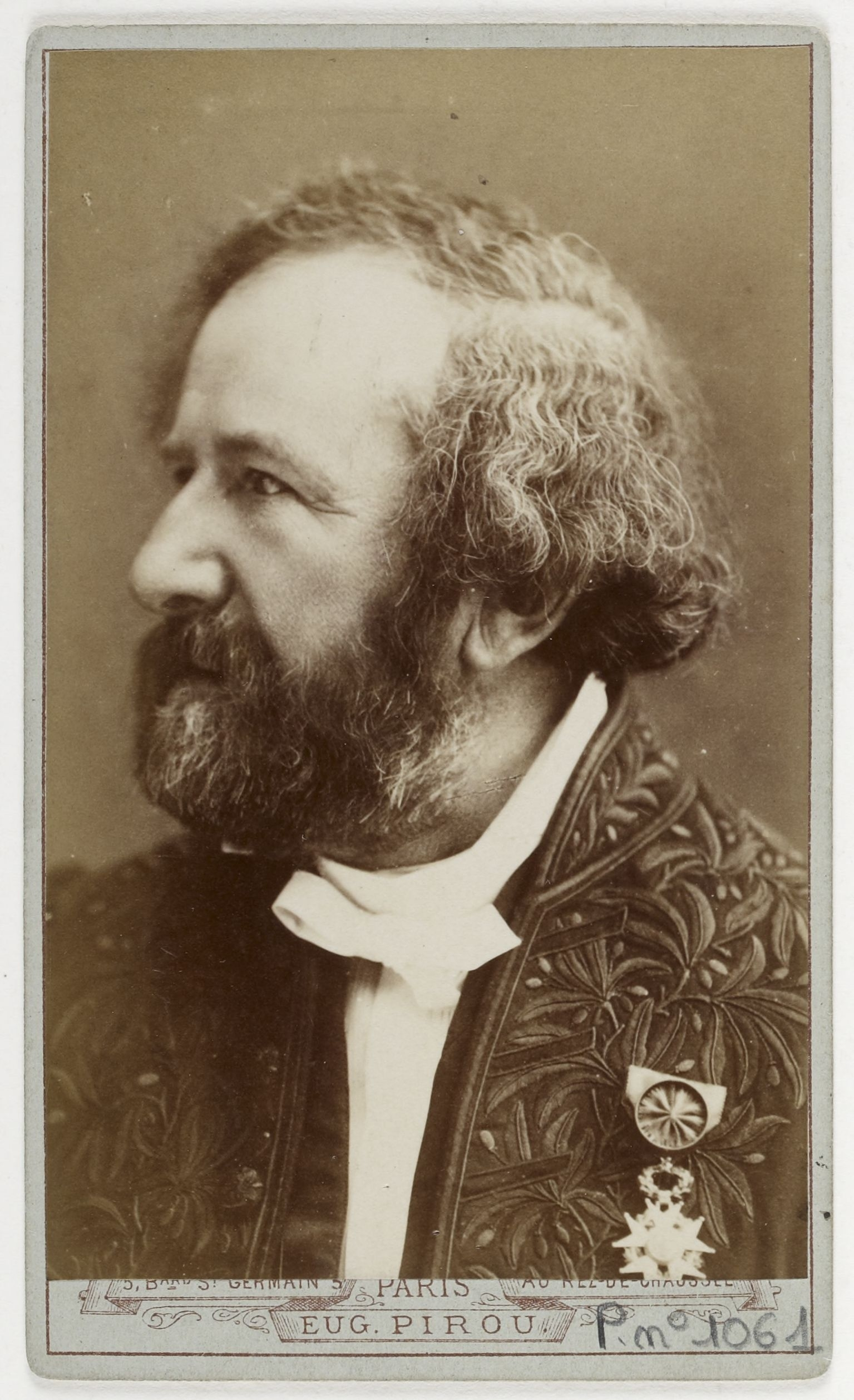
الفيزيائي الفرنسي آرماند هيبوليت لويس فيزو

يتميز الجدار الداخلي على طول حافة الفوهة الشمالية بأنه على شكل مدرجات، بينما تتميز الحواف الجنوبية بانحدارها مما يسبب في هبوط الرواسب على أرضية الحفرة، مع وجود فوهة صغيره بارزة على الحافة الجنوبية الغربية، والتي تتميز جدرانها الداخلية بأنها على شكل مدرجات أيضا. كما توجد العديد من الفوهات الصغيرة البارزة على طول الحافة الشمالية الشرقية والجنوبية الغربية.
يبلغ طول قطر الفوهة ما يقرب من 111 كم بينما لم يتم تحديد عمقها حتى الآن، سميت الفوهة بهذا الاسم تكريما للعالم والفيزيائي الفرنسي آرماند هيبوليت لويس فيزو على مجمل أعماله.

## فوهات القمر الصناعي
لرسم خريطة مماثلة لفوهات القمر يتم وضح حروف على كل جانب من جوانب الفوهة ومركزها لكل حرف منهم دلاله معينة.
| فيزو | خط طول  | خط عرض   | القطر |
| ---- | ------- | -------- | ----- |
| C    | 56.1° S | 128.5° W | 22 كم |
| F    | 58.2° S | 124.5° W | 19 كم |
| G    | 59.2° S | 124.5° W | 54 كم |
| Q    | 59.8° S | 136.3° W | 28 كم |
| S    | 58.7° S | 139.9° W | 62 كم |

## وصلات خارجية
- فوهات القمر
- جوله حول فوهات القمر -ناسا.